# Sigurður Ingi Jóhannsson
Sigurður Ingi Jóhannsson (* 20. dubna 1962, Selfoss) je islandský politik, podpředseda Strany pokroku, poslanec islandského parlamentu a od 7. dubna 2016 do 17. ledna 2017 islandský premiér.

## Život a kariéra
Vystudoval veterinární lékařství na vysoké škole Kongelige Veterinær- og Landbohøjskole v dánské Kodani, pak získal licenci k provozování lékařské praxe v Dánsku (1989) a později na Islandu (1990).
Na konci 80. let a v 90. letech se věnoval zemědělství, později vykonával samostatnou veterinární praxi na Islandu. Po roce 2000 byl členem různých komisí a výborů, v letech 2002–2009 působil v místní komunální politice jako starosta města Hrunamannahreppur.
V roce 2009 byl ve volebním obvodě jižního Islandu zvolen za Stranu pokroku do islandského parlamentu, a ukončil svou lékařskou prax. V květnu 2013 se stal ministrem rybolovu a zemědělství v islandské vládě a tuto funkci vykonával až do svého nástupu do funkce premiéra; v témže roce se stal podpředsedou své politické strany. V období od května 2013 do konce roku 2014 souběžně vykonával funkci ministra životního prostředí.
V dubnu 2016 nahradil ve funkci tehdejšího předsedu islandské vlády Sigmundura Davíða Gunnlaugssona, který rezignoval krátce po vypuknutí kauzy Panamských dokumentů.
S první manželkou (Anna Kr. Ásmundsdóttir) se rozešel, měli spolu tři děti: Nanna Rún (* 1983), Jóhann Halldór (* 1990) a Bergþór Ingi (* 1992). Se svou současnou chotí (Ingibjörg Elsa Ingjaldsdóttir) vychovává dvě nevlastní děti: Sölvi Már Benediktsson (* 1990) a Hildur Guðbjörg Benediktsdóttir (* 1996).